# BC Hospitality Group
BC Hospitality Group A/S blev etableret i 2014[kilde mangler] og er en af Danmarks største virksomheder inden for hoteller, konferencer, messer og hospitality. BC Hospitality Group består af følgende:
- Bella Center Copenhagen, Skandinaviens største messe- og kongrescenter
- Bella Sky Conference & Event, Danmarks største konferencecenter
- Crowne Plaza Copenhagen Towers,
- AC Hotel Bella Sky Copenhagen, Nordens største designhotel
- Copenhagen Marriott Hotel,
- CIFF, Modemesse
- CIFF Showrooms, 16.611 m2 permanente lejemål
- International House, Bella Center Copenhagens kontorhotel med 93 kontorer/butikker

BC Hospitality Group råder over 1.579 hotelværelser, 162 møde- og konferencelokaler og ca. 200.000 m2 konference- og møde- og eventfaciliteter med plads til over 30.000 personer.
BC Hospitality Groups nye og i alt 14.000 ny m2 store multiarena, Bella Arena, stod færdig i juni 202. Bella Arena er en forlængelse af Bella Center Copenhagen, og BC Hospitality Group er Nordeuropas største møde-, konference- og eventvenue.
Administrerende direktør er Christian Folden Lund.

## Ejerskab og ledelse
BC Hospitality Group fik ny dansk ejerkreds i sommeren 2021. Udover investorgruppen, som har 50,1% af aktierne, ejer Vækstfonden og Nordea de resterende aktier.  
Den nye danske ejerkreds består blandt andet af tidligere Senior Partner og Global Leader af Travel, Transport & Logistics Sektoren i McKinsey & Co. Christian Riis-Hansen, tidligere COO i ISS med international erfaring fra service- og hospitality-sektoren Martin Gaarn Thomsen samt tidligere EQT partner og mangeårig investor Peter Korsholm. De tre investorer indtræder i bestyrelsen for BC Hospitality Group.
Administrerende direktør er Christian Folden Lund.
 Der er for få eller ingen kildehenvisninger i denne artikel, hvilket er et problem. Du kan hjælpe ved at angive troværdige kilder til de påstande, som fremføres i artiklen.